# 326

## Decese
- dată necunoscută: Crispus  (n. 303)
- dată necunoscută: Fausta (fiica lui Maximian)  (n. 289)
- dată necunoscută: Mitrofan al Bizanțului episcop al Bizanțului (n. ?)